# Pintadera

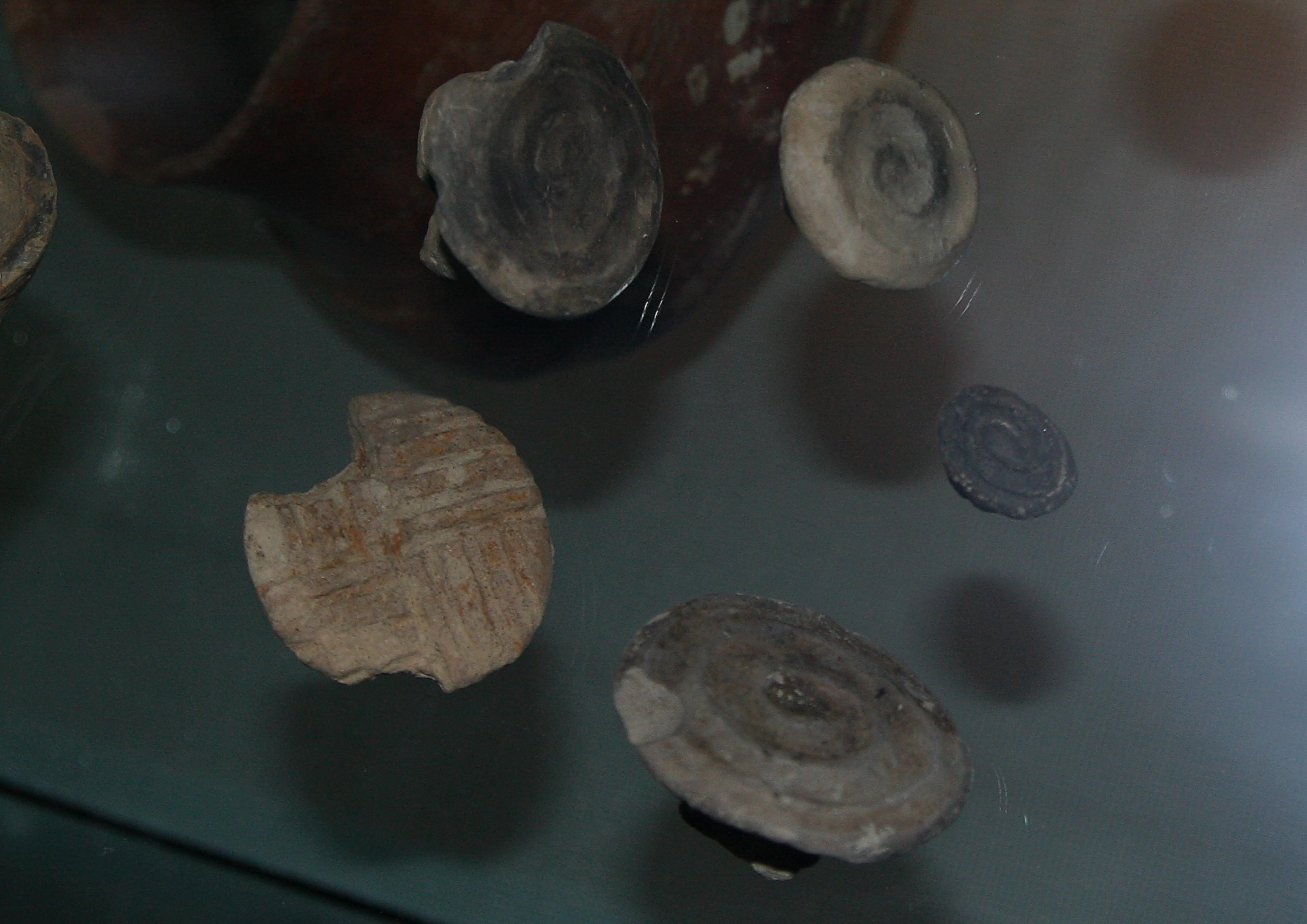
Pintadere der Cucuteni-Tripolje-Kultur

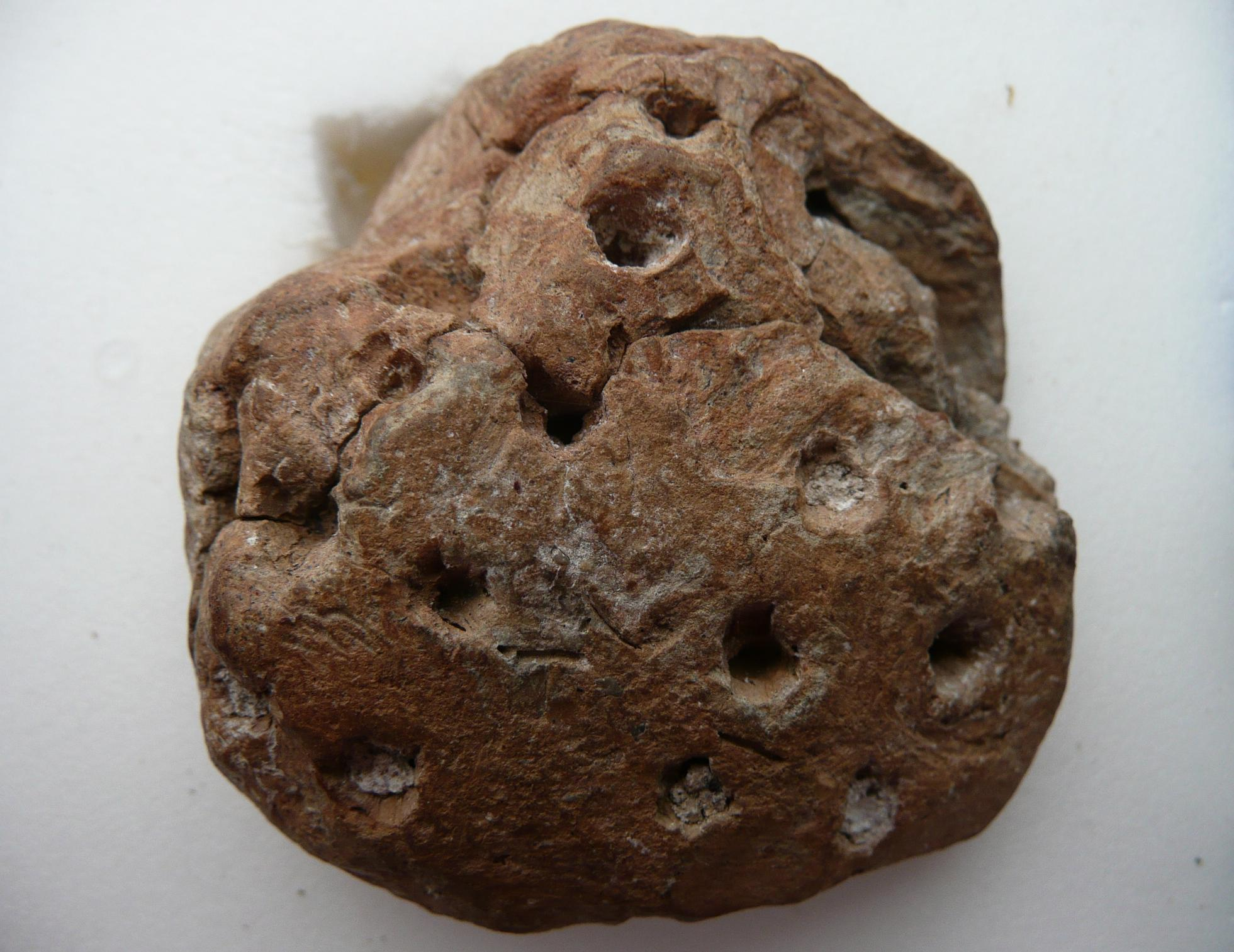
Die 8000 Jahre alte Pintadera vom Abri Arconciel in der Schweiz

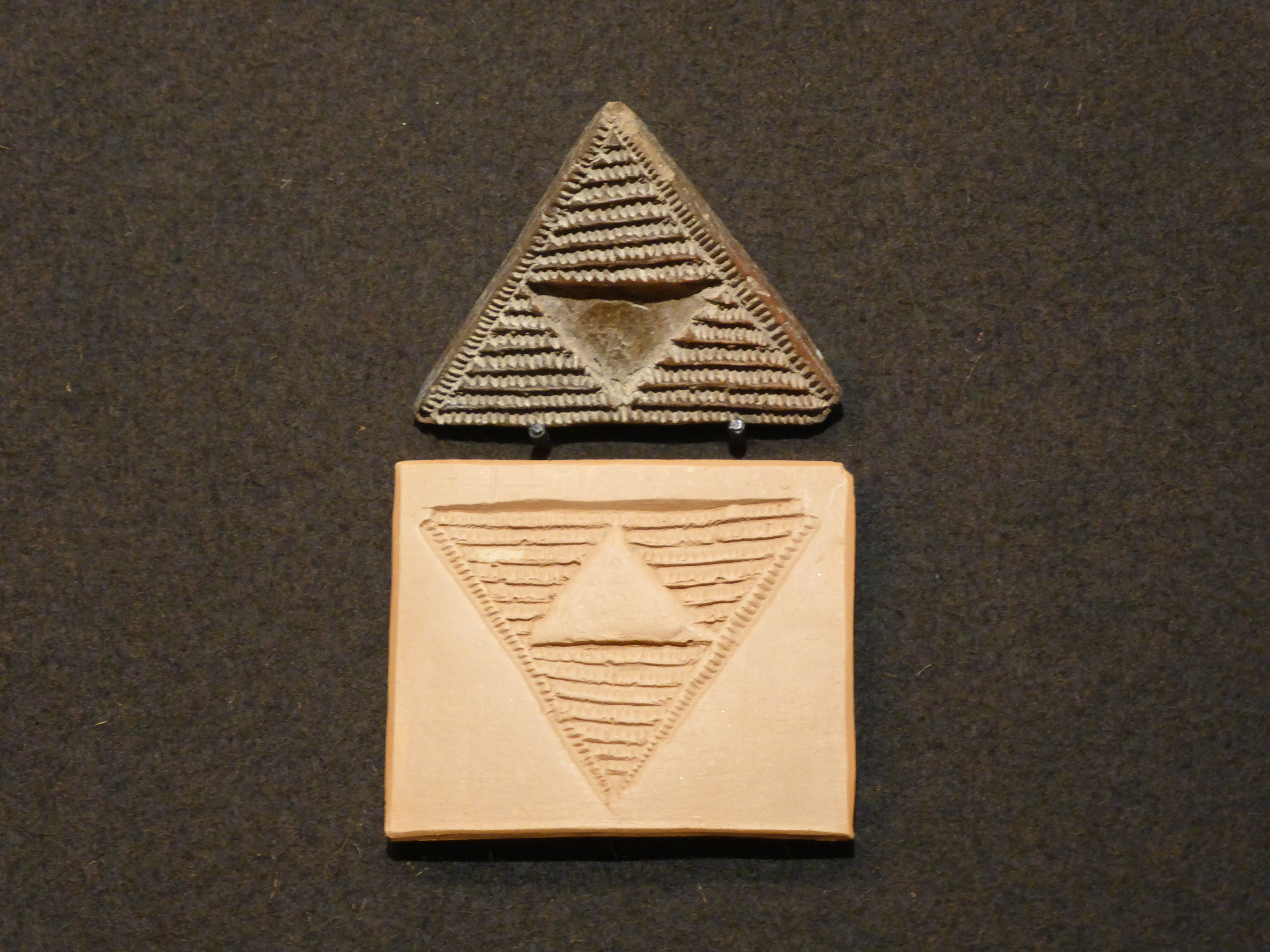
Pintadera mit dem Abdruck auf frischen Ton im Museo Canario Las Palmas de Gran Canaria

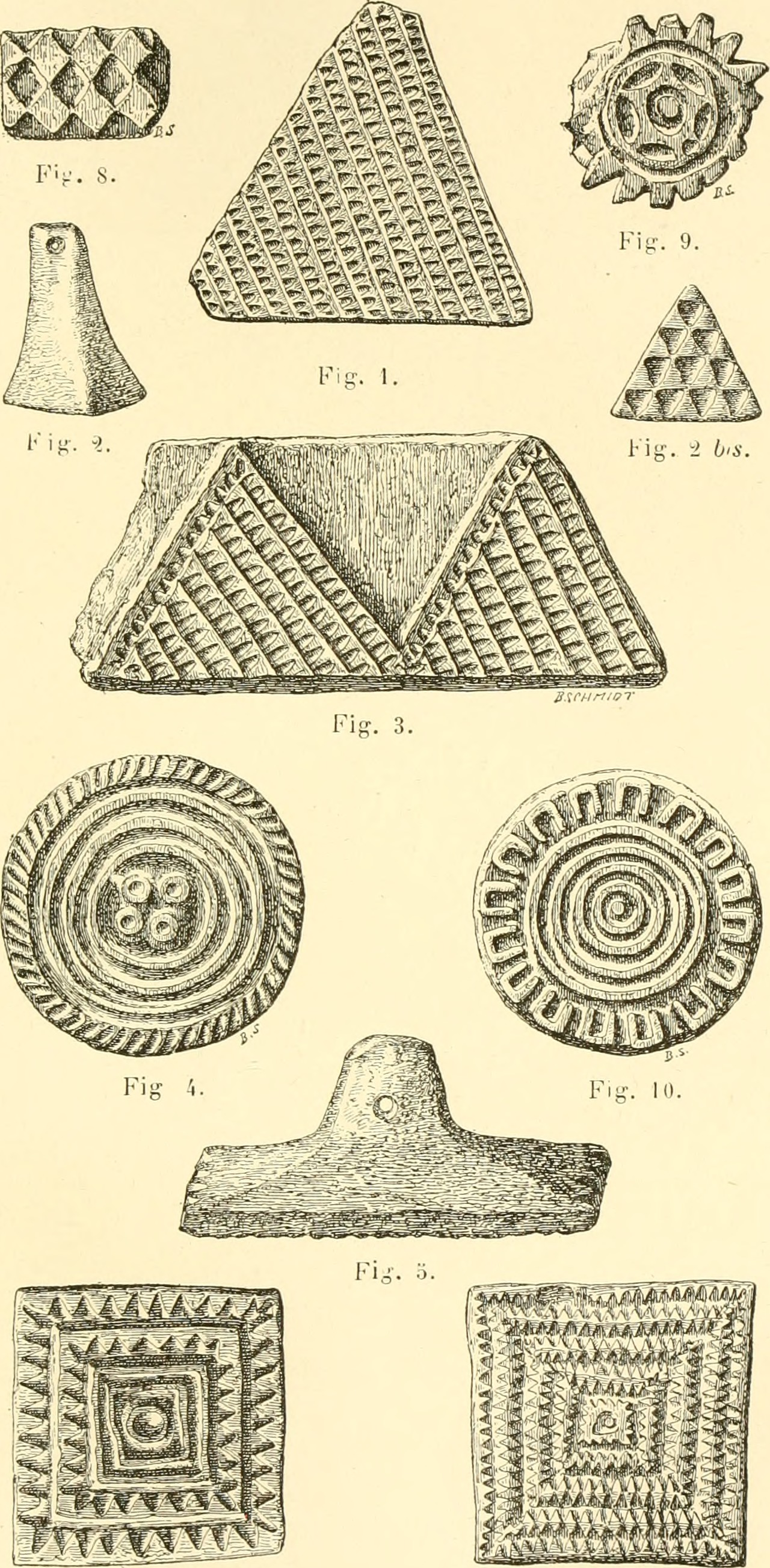
Pintadere von Gran Canaria

Eine Pintadera ist ein zumeist aus Ton gefertigter Stempel, der seit dem Neolithikum, vielleicht auch schon vereinzelt im Mesolithikum hergestellt wurde. Pintaderas dienten vielleicht zur Verzierung von Kleidern, Keramik, Brot oder der Haut.
Der Begriff ist von dem spanischen Wort pintar, Malen abgeleitet. Er wurde in Mexiko verwendet, wo die Einwohner Tonstempel benutzten, um ihre Haut zu dekorieren und die Muster von Tätowierungen vorzuzeichnen.

## Neolithikum

### Verbreitung
Tonstempel sind im anatolischen und südosteuropäischen Neolithikum und Äneolithikum nachgewiesen. Sie verbreiten sich vom Nahen Osten über Anatolien nach Griechenland und über die Balkanhalbinsel bis nach Ungarn, Österreich (Hadersdorf am Kamp, Niederösterreich), Tschechien (Prag-Bubeneč, Hlavní město und Boskovštejn), Italien und die Schweiz (Arconciel/La Souche).
Die türkischen Stempel stammen aus Çatal Höyük, Hacılar Höyük, Bademağacı, Kurukçay und Höyücük.
In Italien stammen Tonstempel aus frühneolithischem Kontext vor allem aus Süditalien, Basilicata und der Adria-Küste von Apulien. Vereinzelt sind sie auch von Sardinien, Sizilien und aus Serra d’Alto-Kontext von Lipari bekannt. Die Norditalienischen Stempel stammen meist aus der Vasi-a-bocca-quadrata-Kultur des 6. Jahrtausends und wurden vor allem im Veneto und in Ligurien gefunden. Ausläufer stammen auch aus den Marken. Allein 26 Pintadere stammen aus der Höhle Arene Candide in Ligurien.
Die Herkunft der italienischen Stempel will O. Cornaggia Castiglioni über das Donaubecken nach Thessalien und das westliche Anatolien verfolgen.
Auf der Insel Gran Canaria, aber auf keiner anderen Insel der kanarischen Inselgruppe, wurde eine große Anzahl von Pintaderas gefunden. Das Museo Canario besitzt mehr als 200 Stück. Die Fundstellen verteilen sich über die gesamte Insel. Die kanarischen Pintaderas wurden von den Canarios benutzt, den Ureinwohnern der Insel Gran Canaria, die in der Zeit von etwa 500 v. Chr. bis 1400 n. Chr. isoliert auf der Insel lebten.

### Morphologie
Die Stempel sind meist rund, oval oder rechteckig. Es gibt aber auch Rechtecke, Rhomboeder, wellen-, fuß-, hand-, kleeblattförmige und theriomorphe Formen. In Çatal Höyük wurden unter anderem bären- und leopardengestaltige Stempel gefunden. Die Stempel haben meist einen kleinen Handgriff, der konisch oder gerundet sein kann und manchmal durchbohrt ist.
Die Motive der Stempel umfassen vor allem Wellenlinien, Zickzack-Muster, konzentrische Kreise, Spiralen, S-Spiralen, Punkte und Kreuze. Außerdem gibt es Stempel ohne Muster auf der Stempelfläche. Die Stempel sind meist recht klein und passen in die Handfläche. Sie wurden vielleicht als persönlicher Besitz um den Hals getragen.
Die Objekte werden meist im Siedlungsabfall gefunden. Grabfunde sind aus Pilismarót-Basaharc in Ungarn und Sofia-Slatina in Bulgarien bekannt.

### Material
Im Vorderen Orient wurden auch Stempel aus Steatit und Jadeit gefunden, auch aus Griechenland sind Steinstempel bekannt Neben den Pintaderas aus gebranntem Ton wurden auf Gran Canaria einige Objekte aus Holz gefunden, deren Zuordnung aber umstritten ist.

### Chronologie
Die ältesten Tonstempel stammen aus dem Vorderen Orient, zum Beispiel aus Ras Schamra/Ugarit, Byblos und Tell Bouqras. Die Stempel aus Çatal Höyük stammen aus dem keramischen Neolithikum.
János Makkay unterschied vier chronologische Gruppen:
- A; Frühneolithikum: Protosesklo, Karanovo I und II, Starčevo-Criș Kultur
- B; Mittelneolithikum: Lengyel[17] Vinča A/B und verwandte Gruppen. Hier sind Pintaderas selten.
- C; Äneolithikum: Gumelniţa, Karanovo VI, Vinča C/D, Präcucuteni III, frühes Cucuteni/Tripolje. Skeates nimmt eine erneute Ausbreitung aus dem Osten an.[3]
- D; Spätes Äneolithikum: Balaton-Lasinja[18] Furchenstich, Maritsa IV und Baden, hier werden Stempel wieder deutlich seltener.

Die gepunktete Pintadera von Arconciel/La Souche stammt aus mesolithischem Kontext, was bislang einmalig ist.
Die ältesten italienischen Stücke stammen aus dem Neolithikum Norditaliens („Vasi-a-bocca-quadrata-Kultur“).

## Verwendung
Es wurden bisher keine neolithischen oder äneolithischen Stempelabdrücke gefunden, Farbspuren auf den Stempeln sind sehr selten. Robin Skeates nimmt an, dass es sich bei den Pintaderas um persönlichen Besitz handelt, der dem Schutz der betreffenden Person diente und die eigene Identität darstellte und die "Beziehungen zu anderen Personen, ihrer materiellen Welt und dem Übernatürlichen bekräftigte".
Mihale Budja weist auf die Ähnlichkeiten der Pintaderas zu theriomorphen Amuletten und sogenannten Steckern andererseits hin
Von den Pintaderas, die auf Gran Canaria gefunden wurden, nimmt man heute an, dass sie benutzt wurden, um das persönliche Eigentum oder das der Familie zu kennzeichnen. Nach einer anderen Theorie handelte es sich bei den gestempelten Bildern der Pintaderas um eine Art von Amulett, das auf die Haut, die Wände der Behausung und Kornspeicher oder die Felle, in die die Mumien eingewickelt waren, aufgestempelt wurde, um böse Geister abzuhalten.

## Bronzezeit und Eisenzeit
Tonstempel sind auch aus der Urnenfelderzeit in Süddeutschland und Böhmen bekannt. Diese sind rund. In der Späthallstattzeit der Ungarischen Tiefebene und der Südwestslowakei treten Tonstempel gehäuft auf. Ihre Vergesellschaftung mit Farbresten in Gräbern belegt ihre Funktion zum Stempeln von Farbe – allerdings ist fraglich, worauf gestempelt wurde, da entsprechende Funde fehlen. Naheliegend ist die Verzierung der Haut, wofür Berichte antiker Autoren sprechen.
Stempel wurden auf Sardinien häufig in bronzezeitlichen Siedlungen gefunden (z. B. Genna Maria, Serra Orrios).
Derzeit wird eine Diskussion darüber geführt, ob die norditalienischen und balkanischen Brotlaibidole auch als Pintadere anzusehen sind.
Auch in der Feuchtbodensiedlung von Bad Buchau wurden Pintadere gefunden.

## Neuzeit
Pintadere waren noch im 20. Jahrhundert auf Sardinien in Gebrauch und wurden in jüngerer Zeit besonders zur Gestaltung von Backwerk etc. benutzt. Über Afrika gelangten sie auf die Kanarischen Inseln.